# Michelade

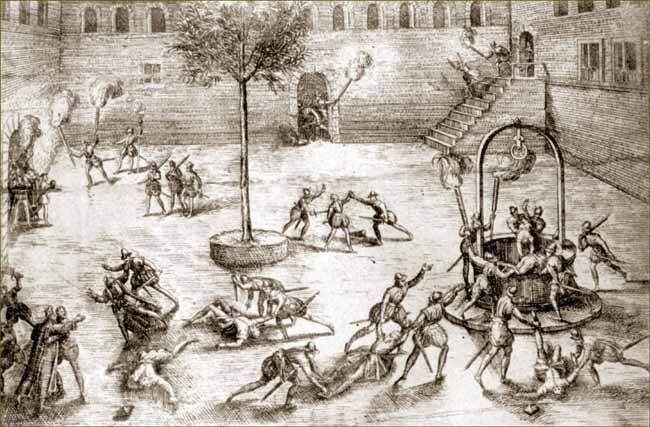
Michelade in Nîmes am 29. und 30. September 1567

Michelade ist der Name eines Massakers an 80 bis 90 Katholiken (Mönchen, Klerikern), das eine protestantische Menge am Michaelstag, dem 29. September 1567, in Nîmes verübte.

## Vorgeschichte
In Nîmes stellten seit 1562 die Protestanten die deutliche Mehrheit der Bevölkerung. Sie hatten zwischenzeitlich auch die Mehrheit im Stadtrat errungen und die Kirchen der Stadt übernommen, waren aber seit 1563 durch direkte Interventionen des Königs Karl IX. wieder zurückgedrängt worden.
Am 22. Mai 1567 widersetzten sich die Delegierten des Languedoc, die unter der Präsidentschaft von Guillaume Pellicier, Bischof von Montpellier, in Nîmes tagten, der Amtseinführung des Kapitäns La Grille als Seneschall, weil er Protestant war, und forderten, dass die Konsuln und die Professoren des Collège der Stadt Katholiken sein müssten. Diese Forderung führte zum Bruch eines Versöhnungspakts, der einige Monate zuvor geschlossen worden war. Truppen wurden in der königlichen Burg der Cité romaine versammelt. Der Streit wurde dadurch verstärkt, dass sich seit vielen Jahren die beiden einflussreichsten Familien der Stadt, die katholischen Albenas und die protestantischen Calvières, gegenüberstanden.

## Ablauf
Am 29. September 1567 wurde in Nîmes das Fest der Michelade veranstaltet, ein Jahrmarkt am Tag des Erzengels Michael. Eine protestantische Gemüseverkäuferin wurde, als sie in der Nähe der Stadt vorbeikam, angeblich von einigen Soldaten beleidigt, ihr Gemüse mit Füßen getreten. Dieser Vorfall führte zur Ansammlung von Bauern und von Soldaten der protestantischen Kompanien, die sich in Ausbildung befanden.
Der Erste Konsul Guy Rochette, ein Katholik, der auf sehr umstrittene Art ins Amt gekommen war, versuchte vergeblich, die Randalierer zu beschwichtigen, und war gezwungen, beim Bischof Bernard d’Elbène Zuflucht zu suchen. Der Generalvikar und etwa zwanzig Mönche und Kleriker wurden festgesetzt. Am 30. September 1567 wurden sie entführt, ermordet und in einen Brunnen im Hof des Bischofspalastes geworfen (siehe die Zeichnung). Bei Arbeiten drei Jahrhunderte später wurden ihre sterblichen Überreste am Boden des Brunnens aufgefunden.
Die Aufrührer plünderten auch die katholischen Kirchen in der Stadt und versuchten, den Glockenturm der Kathedrale abzureißen, indem sie ihn an seiner Basis untergruben. Der Erste Konsul wurde festgenommen. Der Bischof entkam und konnte in der Nacht dank eines protestantischen Soldaten, Jacques Coussinal, nach Tarascon fliehen.
Das protestantische Konsistorium wandte sich entschieden gegen diese Aktionen, befahl den Truppen, die Gewalt zu beenden, und beschuldigte deren Anführer Servas, Vigier und andere. Die Situation beruhigte sich danach schnell.
Als Vergeltung unterstützten die Katholiken auch gewalttätige Verfolgungen der Protestanten und zündeten 1568 den großen Temple de la Calade an, der zwei Jahre zuvor mit Erlaubnis des Königs Karl IX. errichtet worden war. Er wurde 1595 wieder aufgebaut und 1686 erneut zerstört.
Das Parlement von Toulouse beschloss 1569, dass „hundert Familienoberhäupter auf einer Sturzkarre über alle Straßen und Kreuzungen der Stadt geführt werden“, dass „ihr Eigentum beschlagnahmt wird“ und dass sie „einen ehrenrührigen Tod“ erleiden werden. Den meisten Verurteilten gelang es, ins Ausland zu fliehen. Ordonnanzen aus Paris verboten nun alle Predigten und die einfache Ausübung der protestantischen Religion in jeglicher Form.
Dieser Aufstand in Nîmes ist Teil des Zweiten Hugenottenkriegs und gehört damit in den Zusammenhang der Religionskriege, die Frankreich im 16. Jahrhundert zerrissen. Das Blutbad von Wassy vom 1. März 1562, das durch Truppen des Herzogs von Guise gegen die Protestanten verübt wurde, gab in kleinerem Maßstab eine Ahnung vom Massaker an Protestanten durch Katholiken während der Bartholomäusnacht am 24. August 1572, als in ganz Frankreich fünf- bis zehntausend Protestanten getötet wurden.
136 Jahre später fand in Nîmes ein weiteres Massaker statt, das von königlichen und katholischen Truppen an Protestanten verübt wurde: das „Blutbad an der Mühle am Kanal von Agau“ vom 1. April 1703.